# كويا شيميزو
كويا شيميزو (باليابانية: 清水 康也) (15 يونيو 1982 في طوكيو في اليابان – )؛ هو لاعب كرة قدم ياباني سابق كان يلعب كلاعب وسط.

## وصلات خارجية
- كويا شيميزو على موقع رابطة كرة القدم اليابانية للمحترفين (اليابانية)
- كويا شيميزو على موقع Soccerway.com (الإنجليزية)